# 朝井遼
朝井遼（1989年5月31日—），日本小說家，出生於日本岐阜縣不破郡，畢業於早稻田大學学文化構想学部。本名佐佐井遼。

## 生平
朝井遼在學期間已經從事寫作，2009年推出《聽說桐島退社了》（桐島、部活やめるってよ），已經獲得小說昴新人獎，2012年憑《重生》入圍第147回直木獎，2013年更憑《何者》與安部龍太郎同獲第148回直木獎，成為目前史上得獎年齡第二年少，以及第一位平成年間出生的直木獎得主。

## 作品
- 聽說桐島退社了（2010年2月 集英社 / 2012年4月 集英社文庫 / 2013年8月 貓頭鷹）
- 男子啦啦隊！！（チア男子!!，2010年10月 集英社 / 2013年2月 集英社文庫 / 2016年2月 貓頭鷹）
- 星宿咖啡館物語（星やどりの声，2011年10月 角川書店）
- 重生（2011年12月 幻冬舍 / 2014年9月 貓頭鷹）
- 少女不畢業（少女は卒業しない，2012年3月 集英社 / 2014年5月 貓頭鷹）
  - 收錄作品：、
- 何者（2012年11月 新潮社 / 2014年1月 貓頭鷹）
- 可改寫的世界地圖（世界地図の下書き，2013年7月 集英社）
- 黑桃3（スペードの3，2014年3月 講談社）
- 武道館（2015年4月 文藝春秋）
- 非常奇怪的故事（世にも奇妙な君物語，2015年11月 講談社）
- ままならないから私とあな（2016年4月 文藝春秋）
- 何樣（2016年8月 新潮社）
  - 收錄作品：、
- 無論如何都要活著(2021年9月采實文化)

## 主持

### 電台節目
- PEOPLE 平成生まれのホンネ （JFN，2015年11月29日 -）
- 朝井遼與加藤千惠的ALL NIGHT NIPPON 0（日语：朝井リョウ&加藤千恵のオールナイトニッポン0(ZERO)）（2015年4月3日 - 2016年3月26日，日本放送）—星期五主持人
- 高橋南與朝井遼 閒談的事（2017年1月1日每週日 - ，日本放送）—與高橋南